# تاكاشي تاكوشي
تاكاشي تاكوشي (باليابانية: 武内崇؛ بالكانا: たけうち たかし) هو مطور ألعاب فيديو ‏ وفنان ورسام توضيحي ياباني، ولد في 28 أغسطس 1973 في تشيبا في اليابان.